# Ifrah Ahmed

Ifrah Ahmed (Somalisch: ifraax Axmed, Arabisch: إفراح أحمد) is een Somalische activist. Zij is de oprichter van de niet-gouvernementele organisatie United Youth of Ireland.

## Levensloop en carrière
Ahmed is geboren in Somalië. In 2006 emigreerde zij naar Ierland.
Ahmed heeft met verschillende Somalische en internationale organisatie gewerkt aan diverse projecten, waaronder Amnesty International en UNICEF en zij is oprichter van de Ifrah Foundation elke actie voert tegen vrouwelijke genitale verminking. Een van haar belangrijkste aandachtsgebieden is de reproductieve gezondheid van vrouwen. Ook heeft zij de Federale Republiek Somalië geadviseerd in het post-conflict wederopbouwprogramma.
In 2010 heeft Ahmed de United Youth of Ireland opgericht. Deze niet-gouvernementele organisatie ondersteund jonge immigranten in hun zakelijke, artistieke en creatieve streven.
Verder is Ahmed betrokken bij de organisatie van diverse evenementen, workshops, fondswervingsbijeenkomsten en seminars.
In 2014 was zij ook gastspreker in de documentaire Girl Rising van Richard E. Robbins. Deze showcase was onderdeel van de Development Film Series welke gehouden werden aan de Nationale Universiteit van Ierland, Dublin.
In 2018 is haar de Ierse People of the Year Award toegekend.

## Mediaportret
Er is een biografische film over Ahmed A Girl from Mogadishu met in de hoofdrol Aja Naomi King en Barkhad Abdi welke onder meer in Ierland en Marokko werd opgenomen.